# Leucanopsis pohli
Leucanopsis pohli är en fjärilsart som beskrevs av William Schaus 1927. Leucanopsis pohli ingår i släktet Leucanopsis och familjen björnspinnare. Inga underarter finns listade i Catalogue of Life.